# Malaisemyia ranee
Malaisemyia ranee is een tweevleugelige uit de familie Pediciidae. De soort komt voor in het Oriëntaals gebied.